# سوپرگرل (ماتریکس)
ماتریکس (به انگلیسی: Matrix) که از سال ۱۹۸۸–۲۰۰۲ تحت عنوان سوپرگرل شناخته می‌شد، یک شخصیت خیالی ابرقهرمان در کتاب‌های کامیک آمریکایی منتشر شده توسط دی‌سی کامیکس است. این شخصیت توسط جان بیرن و کارل کسل خلق شده‌است؛ که برای اولین بار در شمارهٔ ۱۶ از مجموعه کتاب کمیک سوپرمن نسخه ۲ (آوریل ۱۹۸۸) معرفی شد. ماتریکس یک شکل زندگی پروتوپلاسمیک از جهان پاکت است که تواناهایی از قبیل دگرپیکری، نامرئی شدن، دورجنبی و دورآگاهی دارد. او به این جهان پا گذاشت تا نقش سوپرگرل را ایفا کند. سپس به تیم تایتان‌های نوجوان پیوست، به فضا رفت و در کنار شخصیت ماکسیما و دیگر جنگجویان به مبارزه علیه شخصیت بد ذات برین‌نیاک پرداخت. او بعدها جان خود را فدای نجات لیندا دنورز نمود و آن دو با یکدیگر ادغام شده و تبدیل به فرشته آتشین زمین شدند.

## خاستگاه
شخصیت تایم ترپر در واقعیت جایگزین، جهان پاکت خود با زمین مختصش را به عنوان بخشی از برنامه و هدف اداره تیم لژیون ابرقهرمانان خلق کرد. سپس سه مجرم کریپتونی (ژنرال زاد، فائورا و کوئکس-ال) از منطقه فانتوم فرار کردند و سعی در کنترل نمودن این زمین کردند. در این واقعیت هیچ سوپرمن وجود نداشت، و سوپربوی نیز برای نجات جهان به آینده سفر کرده بود. اما لکس لوتر، دانشمند نجیب‌زاده قبل از آنکه تبدیل به یک شخصیت شرور شود در آنجا حضور داشت. او با استفاده از یک شکل زندگی مصنوعی به نام ماتریکس پروتوپلاسمیک، زنی مو قرمز، بسیار شبیه به عشق واقعی‌اش، لانا لنگ خلق کرد تا به آنها برای شکست این سه مجرم کمک کند. ماتریکس تمام خاطرات متعلق به لانا را دارا بود چون از ژنوم او برای خلقش بهره گرفته شده بود.